# Takemura Yoshiya
Yoshiya Takemura (sinh ngày 6 tháng 12 năm 1973) là một cầu thủ bóng đá người Nhật Bản.

## Sự nghiệp câu lạc bộ
Yoshiya Takemura đã từng chơi cho Bellmare Hiratsuka, Mito HollyHock, Oita Trinita, Omiya Ardija, Sagan Tosu và V-Varen Nagasaki.